# Cottan-Bimbang-Nationalpark
Der Cottan-Bimbang-Nationalpark ist ein Nationalpark im Osten des australischen Bundesstaates New South Wales.

## Lage
Der Park liegt im östlichen Stufenland, 443 Kilometer nördlich von Sydney und 65 Kilometer südlich von Walcha. Der Oxley Highway durchquert den südlich des Werrikimbe-Nationalparks gelegenen Park. Die Myrtle Scrub Road ist eine 15 Kilometer lange Ringstraße im Westteil des Parks und verbindet diesen mit dem Oxley Highway.

## Flora und Fauna
Der frühere Staatsforst beherbergt Primärwald mit sehr hohen Eukalyptusbäumen, Regenwald, bedrohte Froscharten, Gelbbauch-Gleitbeutler (Petaurus australis) und Koalas. „Cottan-bimbang“ ist ein Aboriginesausdruck für Wanderstabpalme (Walking Stick Palm, Linospadix monostachya), die im gemäßigten Regenwald des Parks wächst.
Brombeeren (Rubus) sind eine eingeschleppte Art und stellen daher ein ernstes Unkrautproblem dar.

## Einrichtungen
Es gibt einen Barbecue- und einen Picknickplatz, ebenso wie öffentliche Toiletten, am Stockyard Creek am Oxley Highway und eine gerodete Fläche für Picknicks am Cells River an der Myrtle Scrub Road. Bei Maxwells Flat an der Causeway Road ist ein Zeltplatz mit Trockentoilette.